# NT-mix
NT-mix är en gruppering av naturvetar- och teknologkårer som samarbetar vid SFSFUM. NT-mix hette från början T-mix (eller Temix) och bestod då enbart av teknologkårer. Under verksamhetsåret 95/96 breddades samarbetet genom att man inbjöd några naturvetarkårer, däribland Farmaceutkåren i Uppsala och samarbetet döptes då om till NT-mix.
T-mix har sitt ursprung i teknologsamverkan inom Reftec.
Grupperingen är tillvidare passiv, då Chalmers studentkår och Linköpings teknologers studentkår, uttädde ur SFS den 7 maj 2009.

## Medlemskårer
- Alnarps studentkår
- Chalmers studentkår
- Linköpings teknologers studentkår (LinTek)
- Lunds Naturvetarkår (LUNA)
- Teknologkåren vid Lunds tekniska högskola (TLTH)
- Ultuna studentkår
- Veterinärmedicinska Föreningen (VMF)

## Mandat
- 2008: 26 (13%)
- 2007: 24 (12%)